# Goleamo Țărkviște, Tărgoviște
Goleamo Țărkviște (în bulgară Голямо Църквище) este un sat în comuna Omurtag, regiunea Tărgoviște,  Bulgaria. 

## Demografie
Componența etnică a satului Goleamo Țărkviște
     Turci (4,46%)
     Nicio identificare (95,53%)
     Altele (0%)
La recensământul din 2011, populația satului Goleamo Țărkviște era de 269 locuitori. Nu există o etnie majoritară, locuitorii fiind  și turci (4,46%). Pentru 95,53% din locuitori nu este cunoscută apartenența etnică.